# 北村又左衛門
北村 又左衛門（きたむら またざえもん、明治35年（1902年）9月26日 - 昭和60年（1985年）12月23日）は、日本の林業家、政治家。北村林業会長、また帝国議会の衆議院議員を務めた。その他、全国林業組合長などを歴任した。

## 経歴
奈良県出身。前名は太郎。昭和3年（1928年）法政大学卒業。
昭和17年（1942年）の翼賛選挙に奈良全県区から翼賛政治体制協議会の推薦を受け、初当選、昭和20年（1945年）12月まで在職した。
戦後、公職追放となり、昭和26年（1951年）6月解除と共に同年10月大丸監査役に就任する。

## 家族・親族
妻は百五銀行取締役土井八郎兵衛の長女・利子。長女は白鶴酒造相談役嘉納信治の妻。灘の名門嘉納家の大閨閥につながっている。二女は鳥取県米子市の実業家3代目坂口平兵衛の妻。
実業家・茶人で京都の北村美術館を創設した北村謹次郎は実弟。